# Liste von Größenordnungen der Stoffmenge
Dies ist eine Zusammenstellung von Stoffmengen verschiedener Größenordnungen zu Vergleichszwecken. Die Angaben sind oft als „typische Werte“ zu verstehen, die gerundet sind.
Grundeinheit der Stoffmenge im internationalen Einheitensystem ist das Mol (Einheitenzeichen mol). Ein Mol eines Stoffes enthält gemäß Definition exakt 6.02214076e23 (602 Trilliarden) Teilchen. Als Teilchen sind hierbei die Bestandteile chemischer Stoffe wie Atome, Ionen oder Moleküle zu verstehen. Die angegebene Zahl heißt Avogadro-Zahl. Sie wurde so festgelegt, dass X g von Teilchen der Masse X u möglichst genau 1 mol ergibt. Dabei ist u die atomare Masseneinheit. Somit gilt mit hoher Genauigkeit der früher exakt festgelegte Zusammenhang weiter, wonach 1 mol 12C-Atome eine Masse von 12 g hat.
Der für jeden Stoff spezifische Zusammenhang von Masse und Stoffmenge wird durch seine molare Masse {\displaystyle M} angegeben. Diese ist der Quotient aus der Masse {\displaystyle m} und der Stoffmenge {\displaystyle n} und zugleich das Produkt aus der Teilchenmasse {\displaystyle m_{\text{M}}} und der Avogadro-Konstanten {\displaystyle N_{\text{A}}}, die die Anzahl der Teilchen pro Mol angibt:
{\displaystyle M={\frac {m}{n}}=N_{\text{A}}\cdot m_{\text{M}}}

## Stoffmengen kleiner als 1μmol
Das Einheitenzeichen μmol steht für Mikromol oder 0,000 001 mol
- 1.6e-24 mol – Kleinstmögliche Stoffmenge {\displaystyle n_{\text{min}}}, bestehend aus einem einzigen Teilchen. Für diese Menge gilt {\displaystyle n_{\text{min}}=1/N_{\text{A}}}.

## Mikromol – μmol
1 μmol = 10−6 mol
- 1,5 μmol – dem Menschen täglich gegen Iodmangel zuzuführende Stoffmenge des Spurenelementes Iod (180–200 μg; 1 mol Iod wiegt 127 g)
- 10 μmol – Menge an Silber, die durch Zufuhr einer elektrischen Ladung von einem Coulomb aus einer Silbernitrat-Lösung gemäß {\displaystyle \mathrm {Ag^{+}+e^{-}\longrightarrow Ag\downarrow } } elektrochemisch abgeschieden wird (da die Faraday-Konstante rund 105 C/mol beträgt)
- 100 μmol – Stoffmenge eines Kohlenstoffkügelchens von 1 mm Durchmesser (Dichte 2,26 g/cm3; molare Masse 12 g/mol)

## Millimol – mmol
1 mmol = 10−3 mol = 0,001 mol
- 2,5 mmol – Anteil an Calciumcarbonat (oder einem äquivalenten Anteil an Magnesiumcarbonat) in einem Liter Wasser (1 {\displaystyle \ell }) mit der Wasserhärte 14 °dH
- 13 mmol – für den menschlichen Stoffwechsel im Ruhezustand pro Minute benötigte Menge an Sauerstoff (im Ruhezustand eines Erwachsenen beträgt das Atemvolumen pro Minute 7,5 {\displaystyle \ell } Luft, dessen Sauerstoffgehalt geht durch die Atmung um 4 % zurück; Dichte des Sauerstoffs 1,43 g/{\displaystyle \ell }; molare Masse des Sauerstoffmoleküls 32 g/mol)

## Mol – mol
- 1 mol – Stoffmenge von 12,0 g Kohlenstoff oder 16 g Methan oder 32 g Sauerstoff oder 44 g Kohlenstoffdioxid oder 18 g Wasser. Für die Verbrennung von Methan besagt die Reaktionsgleichung

{\displaystyle \mathrm {CH_{4}+2\ O_{2}\longrightarrow CO_{2}+2\ H_{2}O} :}
Aus 1 mol Methan und 2 mol Sauerstoff entsteht 1 mol Kohlenstoffdioxid und 2 mol Wasser. Das bedeutet umgerechnet auf Masse:
Aus 16 g Methan und 64 g Sauerstoff entstehen 44 g Kohlenstoffdioxid und 36 g Wasser.
- 1 mol – Menge eines jeden idealen Gases, das unter physikalischen Standardbedingungen (Temperatur 0 °C; Druck 1013 hPa) ein Volumen von 22,4 {\displaystyle \ell } einnimmt (molares Volumen = 22,4 {\displaystyle \ell }/mol)
- 51,8 mol – Menge an Kohlenstoffatomen im größten Diamant der Welt (Cullinan-Diamant mit 621 g[1])
- 55,5 mol  – Menge an H2O-Molekülen in einem Liter Wasser.

## Kilomol – kmol
1 kmol = 103 mol = 1 000 mol
- 67 kmol – 12 Tonnen Glucose (C6H12O6, molare Masse 180 g/mol), typische jährliche Produktion durch Photosynthese in einem Hektar Laubwald. Die Produktion gemäß {\textstyle \mathrm {6\;CO_{2}+6\;H_{2}O\ \rightarrow \ C_{6}H_{12}O_{6}+6\;O_{2}} } bindet 6×67 kmol CO2 (entsprechend 18 t) und gibt 6×67 kmol O2 (entsprechend 13 t) ab.

## Mehr als ein Megamol (1Mmol)
1 Mmol = 106 mol = 1 000 000 mol
- 2e8 mol = 200 Mmol – tägliche Erzeugung von NH3 in einer großtechnischen Haber-Bosch-Anlage
- 7e16 mol = 70 Pmol  – Kohlenstoffdioxid in der Erdatmosphäre (im Jahr 2008)